# Alex Wilson (szwajcarski lekkoatleta)
Alex Wilson (ur. 19 września 1990 w Kingston) – szwajcarski lekkoatleta, sprinter, medalista mistrzostw Europy w 2018.
Urodził się w Kingston na Jamajce, ale w wieku piętnastu lat zamieszkał w Szwajcarii, a od 2010 ma obywatelstwo tego państwa. 
Jego największym sukcesem jest brązowy medal w biegu na 200 metrów na mistrzostwach Europy w 2018 w Berlinie.
W lipcu 2021, podczas lokalnego mitingu w amerykańskiej Marietcie, w biegu na 100 metrów uzyskał czas 9,84 sekundy, będący lepszy od ówczesnego rekordu Europy, a w biegu na 200 metrów wynik lepszy od ówczesnego rekordu Szwajcarii – po weryfikacji wyniki te nie został jednak ratyfikowane ze względu na brak spełnienia szeregu wymogów organizacyjnych (między innymi brak systemu kontrolującego czas reakcji startowej, brak stosownej homologacji stadionu, brak sędziego czy problemy z pomiarem czasu). Kilka dni później, decyzją Sportowego Sądu Arbitrażowego, który odrzucił wcześniejszą decyzję szwajcarskiej federacji dopuszczającą go do startów, Wilson został zawieszony za złamanie przepisów antydopingowych, które miało miejsce w marcu 2021.

## Osiągnięcia
| Rok  | Impreza                        | Miejsce   | Konkurencja        | Lokata     | Wynik | Źródło |
| ---- | ------------------------------ | --------- | ------------------ | ---------- | ----- | ------ |
| 2010 | Mistrzostwa Europy             | Barcelona | bieg na 200 m      | eliminacje | 21,40 | [ 6 ]  |
| 2011 | Młodzieżowe mistrzostwa Europy | Ostrawa   | bieg na 200 m      | 7. miejsce | 21,07 | [ 7 ]  |
| 2011 | Mistrzostwa świata             | Daegu     | bieg na 200 m      | eliminacje | 21,25 | [ 8 ]  |
| 2011 | Mistrzostwa świata             | Daegu     | sztafeta 4 × 100 m | eliminacje | DNF   | [ 9 ]  |
| 2012 | Mistrzostwa Europy             | Helsinki  | bieg na 200 m      | półfinał   | 20,83 | [ 10 ] |
| 2012 | Mistrzostwa Europy             | Helsinki  | sztafeta 4 × 100 m | 5. miejsce | 38,83 | [ 10 ] |
| 2012 | Igrzyska olimpijskie           | Londyn    | bieg na 200 m      | półfinał   | 20,85 | [ 2 ]  |
| 2013 | Mistrzostwa świata             | Moskwa    | bieg na 200 m      | eliminacje | 21,11 | [ 11 ] |
| 2014 | Mistrzostwa Europy             | Zurych    | bieg na 200 m      | półfinał   | 20,76 | [ 12 ] |
| 2014 | Mistrzostwa Europy             | Zurych    | sztafeta 4 × 100 m | 4. miejsce | 38,56 | [ 12 ] |
| 2016 | Mistrzostwa Europy             | Amsterdam | bieg na 100 m      | półfinał   | 10,34 | [ 13 ] |
| 2016 | Mistrzostwa Europy             | Amsterdam | bieg na 200 m      | 7. miejsce | 20,70 | [ 13 ] |
| 2016 | Mistrzostwa Europy             | Amsterdam | sztafeta 4 × 100 m | 7. miejsce | 39,11 | [ 13 ] |
| 2017 | Mistrzostwa świata             | Londyn    | bieg na 100 m      | półfinał   | 10,30 | [ 14 ] |
| 2017 | Mistrzostwa świata             | Londyn    | bieg na 200 m      | półfinał   | 21,22 | [ 15 ] |
| 2018 | Mistrzostwa Europy             | Berlin    | bieg na 100 m      | półfinał   | 10,22 | [ 16 ] |
| 2018 | Mistrzostwa Europy             | Berlin    | bieg na 200 m      | 3. miejsce | 20,04 | [ 16 ] |
| 2018 | Mistrzostwa Europy             | Berlin    | sztafeta 4 × 100 m | eliminacje | 39,13 | [ 16 ] |
| 2019 | Mistrzostwa świata             | Doha      | bieg na 100 m      | eliminacje | 10,38 | [ 17 ] |
| 2019 | Mistrzostwa świata             | Doha      | bieg na 200 m      | półfinał   | DNS   | [ 18 ] |

## Rekordy życiowe
- bieg na 100 metrów – 10,08 s (30 czerwca 2019, La Chaux-de-Fonds)
- bieg na 200 metrów – 19,98 s (30 czerwca 2019, La Chaux-de-Fonds)[1][3]

Są to aktualne (styczeń 2020) rekordy Szwajcarii.